# کونور
کونور (به انگلیسی: Coonoor) یک منطقهٔ مسکونی در هند است که در بخش نیلاگیری واقع شده‌است. کونور ۴۵٬۹۵۴ نفر جمعیت دارد و ۱٬۸۵۰ متر بالاتر از سطح دریا واقع شده‌است.